# Fase S
La fase S (S come sintesi) è in citologia una fase del ciclo cellulare, durante la quale il processo principale è la sintesi e duplicazione del materiale genetico contenuto nel DNA.
In questa fase, che ha inizio dopo la  fase G1 e che è seguita dalla fase G2, i 2 filamenti appaiati che compongono la molecola di DNA progressivamente si separano facendo da stampo ognuno per un nuovo filamento complementare.
La fase S in genere dura meno della fase G1 che la precede, ma comunque la sua durata oscilla molto a seconda dell'organismo di cui fa parte la cellula e del tipo di cellula. Durante questa fase il centrosoma inizia la sua divisione.